# زويا كوسموديمانسكايا
زويا أناتوليفنا كوسموديميانسكايا (بالروسية: Зо́я Анато́льевна Космодемья́нская)‏ (13 سبتمبر 1923 - 29 نوفمبر 1941. هي مناصرة سوفيتية وحاصلة على جائزة بطل الاتحاد السوفيتي (منحت الجائزة بعد وفاتها).
كانت من أكثر الأبطال الموقرين في الاتحاد السوفيتي. 

## حياتها ووفاتها
كان الأدب المادة المفضلة لزويا على مقاعد الدراسة. لاحظ أساتذتها أن مقالاتها تنم عن فهم عميق للمادة والمجاز. وكانت تقرأ في غير المنهج الدراسي. وشملت الكتّاب الذين قرأت لهم: ليو تولستوي، بوشكين، ميخائيل ليرمنتوف، كارامزين، تشارلز ديكنز، وشكسبير. انضمت كوسموديميانسكايا إلى الـكومسومول في أكتوبر 1941 وهي طالبة في الثانوية في موسكو. تطوعت في وحدة الـبارتيزان (المناصرين). وقد قالت لأمها التي حاولت منعها " ما الذي تريدين مني فعله والأعداء قريبون جدًا؟ إن أتوا إلى هنا لن أستطيع الاستمرار في أن أحيا " تم تعيينها في وحدة 9903 (أعضاء الجبهة الشرقية) ومن ألف شخص ممن انضموا لهذه الوحدة لم ينج سوى نصفهم من الحرب. في قرية أوبوخوفو (Obukhovo) قامت كوسموديميانسكايا ومعها آخرون بعبور خط الجبهة ودخول أراض محتلة من الألمان ثم زرعوا الألغام وقطعوا خطوط الاتصالات. تلّقت زويا في 27 نوفمبر 1941 أمرًا بحرق قرية بتريشيفو حيث كان يتمركز فوج الفرسان الألماني. تمكنت زويا ورفاقها في  قرية بتريشيفو من حرق اسطبلات للخيول وبضعة منازل. وفي التحقيق معها أقرّت بأنها دمرت عشرين حصانًا من أحصنة نقل البضائع الخاصة بالنازيين. وبعد محاولة إشعال الحرائق الأولى، لم ينتظرها رفاقها في المكان المحدد للقاء فعادت زويا إلى قرية بتريشيفو وحدها للاستمرار بعمليات الحرق ولكن القوات الألمانية نظّمت ميليشيا لتجنب المزيد من أعمال الحرق وتم القبض على زويا واستجوابها ولكنها لم تدل بأي معلومات. وفي صباح اليوم التالي علّقت عليها لوحة " مشعلة الحرائق وشُنقت.
ترك الألمان جسد زويا معلقا على المشنقة لأسابيع ودفنت قبل أن يستعيد السوفيت المنطقة في يناير 1942.